# Eulophonotus hyalinipennis
Eulophonotus hyalinipennis is een vlinder uit de familie houtboorders (Cossidae). De wetenschappelijke naam van deze soort werd voor het eerst geldig gepubliceerd in 1910 door Strand.
De soort komt voor in tropisch Afrika.